# Darling (jezik)
Darling jezik (ISO 639-3: drl; isto i baagandji, kula, southern baagandji), jedan od dva jezika porodice pama-nyunga kojim govori svega pet ljudi u dolini rijeke Darling u australskoj državi New South Wales. Ima nekoliko dijalekata: kula, wiljakali (wilyagali), bagundji (baagandji, bagandji).
U očekivanju je da se drugi jezik Bandjigali [bjd] uklopi u darling i preimenuje u paakantyi.
Ostali nazivi za njega su: darling, darling river language, kula, baagandji, southern baagandji, barkindji, barkandj, paakantji, baagandji (in french), baagandji (in spanish), kurnu, guerno, kornu, cornu, koono, kuno, bagundji, barkinji, barkungee, bahkunji, bahkunjy, parkungi, parkengee, bakanji, bakandi, bargunji.

## Vanjske poveznice
- Ethnologue (14th)
- Ethnologue (15th)